# Стара Кастиља
Стара Кастиља (шп. Castilla la Vieja) је историјска област Шпаније, која укључује територије које су касније одговорале покрајинама Сантандер, Бургос, Логроњо, Паленсија, Ваљадолид, Сорија, Сеговија и Авила.
Води поријекло од историјске Кастиље која је основана у 9. вијека на простору на коме се данас налазе Кантабрија, Алава и Бургос.
У 18. вијеку, Карлос III од Шпаније додјељује Старој Кастиљи покрајине Бургос, Сорија, Сеговија, Ваљадолид и Паленсија.
Краљевским декретом 30. новембра 1833, реформом Хавијера де Бургоса, успостављена је основа за подјелу Шпаније на покрајине које ће, са неколико измјена, опстати и данас.
Другим краљевским декретом, 30. новембра 1855, Шпаније је подјељена на 49 покрајина, додјеливши Ваљадолид и Паленсију Леону, док у саставу Старе Кастиље остају само Сантандер, Бургос, Лоргоњо, Сорија, Сеговија и Авила. У 19. вијеку су се одвијале и друге реформе, али ова подјела је остала у енциклопедијама, географским и другим уџбеницима из средине вијека, све док није промјењена у 20. вијеку. Напримјер, рана издања  и популарна студентска екциклопедија Álvarez су пратила подјелу покрајина на Стару Кастиљу и Леон.
Успостављањем аутономне заједнице Кастиља и Леон 1983. године, Стара Кастиља губи велики дио свог јединственог идентитета: 1) политички је спојена са Леоном у већи ентитет, 2) двије покрајине су постале аутономне заједнице са својим правима (Сантандер је постао Кантабрија, а Лоргоњо Риоха).